# 重調和方程式
数学における重調和方程式（英: biharmonic equation）とは、次のように書かれる 4 階の偏微分方程式である：
{\displaystyle \nabla ^{4}\varphi =\nabla ^{2}\nabla ^{2}\varphi =\Delta ^{2}\varphi =0.}
ここで ∇4 は 4 階の偏微分作用素、またはラプラス作用素 Δ の自乗で、重調和作用素 (biharmonic operator) として知られている。
例えば、3次元デカルト座標系では重調和方程式は次の形になる。
{\displaystyle {\partial ^{4}\varphi  \over \partial x^{4}}+{\partial ^{4}\varphi  \over \partial y^{4}}+{\partial ^{4}\varphi  \over \partial z^{4}}+2{\partial ^{4}\varphi  \over \partial x^{2}\partial y^{2}}+2{\partial ^{4}\varphi  \over \partial y^{2}\partial z^{2}}+2{\partial ^{4}\varphi  \over \partial x^{2}\partial z^{2}}=0.}
重調和方程式の解は重調和関数 (biharmonic function) と呼ばれる。どんな調和関数も重調和であるが、逆は真ではない。
重調和方程式は連続体力学の分野（線型弾性理論における応力関数や流体力学におけるストークス流れの解など）において現れる。

## 2次元空間
2次元の場合の一般解は
{\displaystyle xv(x,y)-yu(x,y)+w(x,y)}
ここで {\displaystyle u(x,y),v(x,y),w(x,y)} は調和関数で {\displaystyle v(x,y)} は {\displaystyle u(x,y)} の調和共役である。
2変数の調和関数は複素解析関数と深く関わりを持つが、2変数の重調和関数についても同じことが言える。2変数の重調和関数の一般形は次のように書ける：
{\displaystyle \operatorname {Im} ({\bar {z}}f(z)+g(z))}
ここで {\displaystyle f(z)} と {\displaystyle g(z)} は解析関数である。
2次元の極座標系では、重調和方程式は
{\displaystyle {\frac {1}{r}}{\frac {\partial }{\partial r}}\left(r{\frac {\partial }{\partial r}}\left({\frac {1}{r}}{\frac {\partial }{\partial r}}\left(r{\frac {\partial \varphi }{\partial r}}\right)\right)\right)+{\frac {2}{r^{2}}}{\frac {\partial ^{4}\varphi }{\partial \theta ^{2}\partial r^{2}}}+{\frac {1}{r^{4}}}{\frac {\partial ^{4}\varphi }{\partial \theta ^{4}}}-{\frac {2}{r^{3}}}{\frac {\partial ^{3}\varphi }{\partial \theta ^{2}\partial r}}+{\frac {4}{r^{4}}}{\frac {\partial ^{2}\varphi }{\partial \theta ^{2}}}=0}
となる。これは変数分離法によって解ける。その結果はミッシェル解と呼ばれる。

## 例
n 次元ユークリッド空間において、
{\displaystyle \nabla ^{4}\left({1 \over r}\right)={3(15-8n+n^{2}) \over r^{5}}}
ただし
{\displaystyle r={\sqrt {x_{1}^{2}+x_{2}^{2}+\cdots +x_{n}^{2}}}}
は、n = 3, 5 のときのみ、重調和方程式となる。